# Yannick Kakoko
Yannick Kakoko (* 26. Januar 1990 in Saarbrücken) ist ein ehemaliger deutsch-kongolesischer Fußballspieler und aktueller Trainer.

## Als Spieler

### Vereine
Der Stürmer, der vorwiegend auf den Außenbahnen oder als hängende Spitze zum Einsatz kommt, begann beim ESV Saarbrücken mit dem Fußballspielen und wechselte später in die Jugend des 1. FC Saarbrücken. Hier spielte er bis 2004, ehe er in die Jugendabteilung des französischen Klubs FC Metz wechselte. Nachdem Kakoko hier zwei Spielzeiten bestritten hatte, wechselte er zum 1. Juli 2006 in die Jugendabteilung des FC Bayern München. In der Saison 2006/07 wurde er mit der U-17-Mannschaft der Bayern deutscher Fußballmeister der B-Junioren. Im Meisterschaftsendspiel gegen Borussia Dortmund im Stadion Rote Erde war er mit dem Siegtreffer zum 1:0 in der 69. Minute der Spiel entscheidende Akteur. Seit der Saison 2007/08 gehörte Yannick Kakoko der U-19 des deutschen Rekordmeisters an. Während der Spielzeit 2008/09 wurde er von Hermann Gerland in die Drittligamannschaft befördert, für die er am 25. März 2009 (25. Spieltag) beim 4:0-Sieg im Heimspiel gegen den VfR Aalen sein Profidebüt gab. Zur Saison 2009/10 wurde er jedoch nicht endgültig in den Kader übernommen, woraufhin er zur SpVgg Greuther Fürth wechselte und 31 von 34 Ligaspiele für die zweite Mannschaft betritt. Nach guten Leistungen in der Regionalliga Süd kam er am 3. Oktober 2009 (8. Spieltag) beim 2:1-Sieg im Heimspiel gegen Fortuna Düsseldorf zu seinem Zweitligadebüt, bei dem er jedoch nur acht Minuten nach seiner Einwechslung aus taktischen Gründen – nach einer Gelb-Roten Karte wollte der Trainer die Defensive stärken – wieder ausgewechselt wurde. Zur Saison 2010/11 wechselte Kakoko zum Drittligisten VfR Aalen, bei dem er einen Zweijahresvertrag erhielt. Dort vermochte er sich aber nicht durchzusetzen und kam bis 1. Februar 2011 nur auf fünf Einsätze, ehe der Verein die vorzeitige Auflösung des Vertrags bekannt gab. Daraufhin schloss er sich dem Süd-Regionalligisten SV Wehen Wiesbaden II an; der am Saisonende allerdings in die Hessenliga absteigen musste. Daraufhin schloss er sich zur Saison 2011/12 dem Aufsteiger SV Waldhof Mannheim an, welchen er nach nur einer Saison wieder verlassen musste. Zur Spielzeit 2012/13 schloss er sich dem Viertliga-Aufsteiger FC 08 Homburg an. Zur Saison 2013/14 wechselte er in die Schweiz zum Zweitligisten FC Wohlen, für den er am 13. Juli 2013 (1. Spieltag) bei der 1:2-Niederlage im Heimspiel gegen den Erstligaabsteiger Servette Genf debütierte. Sein erstes Ligator erzielte er am 30. März 2014 (27. Spieltag) beim 5:1-Sieg im Auswärtsspiel gegen den Servette Genf mit dem Treffer zum Endstand in der 73. Minute. Mitte Juli wechselte Kakoko, nach rund zweiwöchiger Testphase, zum polnischen Fußballklub Miedź Legnica, wo er einen Einjahresvertrag mit Option auf zwei weitere Jahre unterschrieb. Sein Debüt gab er am 2. August 2014 (1. Spieltag) bei der 2:4-Niederlage im Auswärtsspiel gegen Olimpia Grudziądz; seine ersten beiden Tore erzielte er am 25. April 2015 (27. Spieltag) beim 5:0-Sieg im Heimspiel gegen Flota Świnoujście. In der Winterpause 2015/16 wechselte er zum Zweitligisten Arka Gdynia und wurde 2017 mit dem Verein polnischer Pokalsieger. Zur Saison 2018/19 schloss er sich dem luxemburgischen Erstligisten und amtierenden Meister F91 Düdelingen an, für den er am 6. August 2018 (1. Spieltag) beim 3:1-Sieg im Auswärtsspiel gegen den FC RM Hamm Benfica debütierte. Am Ende der Saison konnte er mit dem Verein die Meisterschaft feiern, wurde dabei jedoch nur dreimal eingesetzt. Im Juni 2019 unterschrieb er einen Vertrag über drei Spielzeiten beim Ligarivalen Union Titus Petingen. Doch schon nach zwei Jahren wechselte Kakoko weiter zum Saarlandligisten SC Halberg Brebach. Dieses Engagement stoppte er allerdings schon im Frühjahr 2022 wieder um als Interimstrainer seines ehemaligen Verein Union Titus Petingen in Luxemburg zu agieren. 

### Nationalmannschaft
Für die U-16-Nationalmannschaft bestritt er vier Länderspiele; erstmals am 19. September 2005 beim 3:0-Sieg über die Auswahl Nordirlands in Lurgan, letztmals am 23. März 2006 in Auch beim 1:1-Unentschieden gegen die Auswahl Frankreichs. Außerdem war er für die U-17-Weltmeisterschaft 2007 in Südkorea von Trainer Heiko Herrlich auf Abruf nominiert worden.

### Erfolge
- Luxemburgischer Meister 2019 (mit dem F91 Düdelingen)
- Polnischer Superpokalsieger 2018 (mit Arka Gdynia)
- Polnischer Pokalsieger 2017 (mit Arka Gdynia)
- Deutscher B-Juniorenmeister 2007 (mit dem FC Bayern München)

## Als Trainer
Am 16. März 2022 gab der luxemburgische Erstligist Union Titus Petingen bekannt, Kakoko bis zum Saisonende als Interimstrainer zu verpflichten. Nach dem erfolgreichen Klassenerhalt wurde Kakoko dann zur Saison 2022/23 zum Cheftrainer des Klubs befördert. Dabei führte er den Verein in der Spielzeit 2023/24 auf den 8. Platz der Tabelle. Anschließend verkündete der Ligarivale RFC Union Luxemburg die Verpflichtung Kakokos als Trainer zur neuen Saison.

## Sonstiges
Er ist der Sohn des ehemaligen kongolesischen Nationalspielers Etepe Kakoko (* 1950), der in der Bundesliga für den VfB Stuttgart und später auch beim Zweitligisten 1. FC Saarbrücken spielte.